# Maree Fish
Maree Fish, född den 23 januari 1963, är en australisk landhockeyspelare.
Hon tog OS-guld i damernas landhockeyturnering i samband med de olympiska landhockeytävlingarna 1988 i Seoul.